# Iroquois Park
L'Iroquois Park est un parc municipal de 300 ha situé à Louisville dans le Kentucky. Il fut dessiné par Frederick Law Olmsted. Situé au sud du quartier de Downtown Louisville, il est composé de collines recouvertes d'une ancienne forêt. Le sommet du parc offre un panorama sur la ville. Le parc offre un amphithéâtre, des terrains de basket-ball. Le Music Theatre Louisville joue chaque été dans son amphithéâtre.

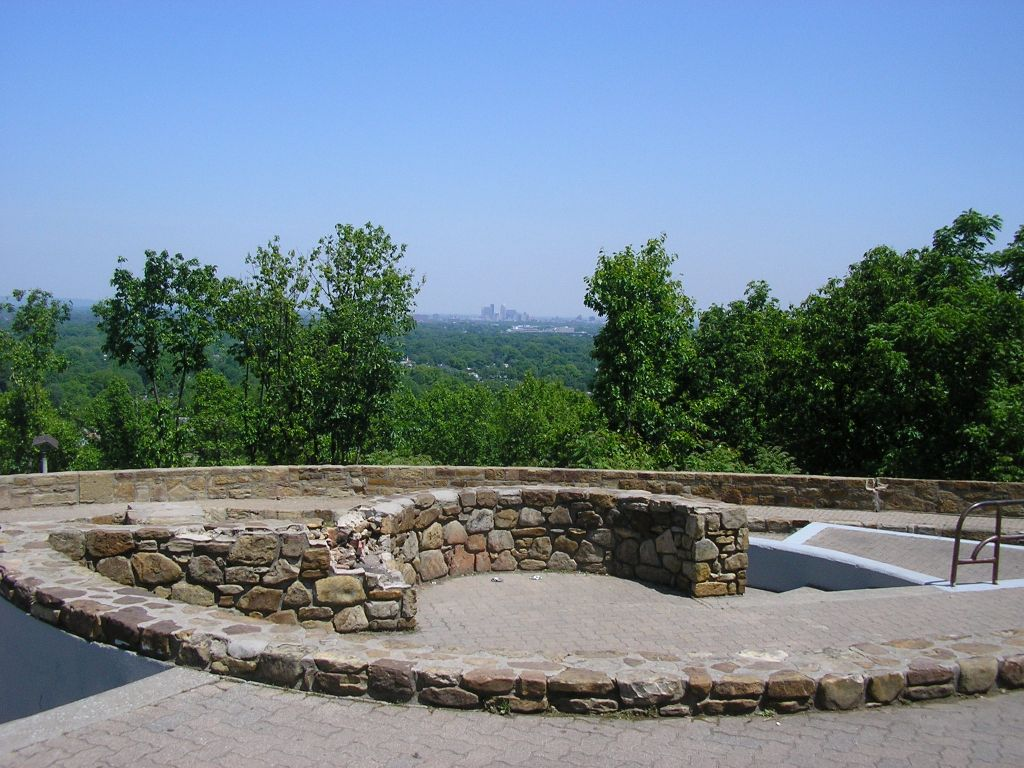
Vue du centre-ville de Louisville depuis le sommet du parc Iroquois.

## Histoire
Le parc était un des trois parcs importants de Louisville ouverts à la fin du XIXe siècle. Les terres furent achetées par la ville en 1889 sous la législature du mayeur Charles D. Jacob. Des terrains furent également achetés à l'époque pour y construire une route d'accès aujourd'hui nommée Southern Parkway. En 1991, Frederick Law Olmsted signa le contrat pour dessiner le parc.